# Klavdia Geoetval
Klavdia Ivanovna Geoetval, Russisch: Клавдия Ивановна Геутваль (10 april 1930 – 31 augustus 2001) was een Tsjoektsjische volksvertelster, volkszangeres en dichteres.
Geoetval werd geboren in het dorp Oest-Tsjaoen (nu Rytkoetsji) en groeide op op de toendra nabij de monding van de Tsjaoen. Van jongs af aan zong ze liederen bij het hoeden van de rendieren.
In 1941 overleed haar vader Ettykaj en werd ze naar het internaat van Pevek gestuurd, waar ze in de oorlogsjaren kleren maakte voor het Rode Leger en welke ze in 1948 met lof voltooide. In 1952 sloot ze zich aan bij de CPSU, volgde een partijcursus in Anadyr en leidde daarna achtereenvolgens (eerst als secretaris, later als partijleider) de vrouwenafdelingen van het partijcomité van het district Tsjaoenski en de partijafdeling van de sovchoz Pevek in Oest-Tsjaoen. Als methodologiste van de landbouwbrigade verrichtte ze in de jaren 1970 werk onder de landbouwers van Rytkoetsji en omstreken.
In 1974 richtte ze het culturele ensemble "noorderlicht" (Russisch: Иннетет; Innetet, Tsjoektsjisch: Йын’эттэт; Jyn'ettet) op in Rytkoetsji. Haar culturele inspanningen als artistiek leider bleven niet onopgemerkt en ze werd naar Mosfilm gehaald voor de nasonorisering van het docudrama Bely sjaman ("witte sjamaan") gebaseerd op het gelijknamige boek van Nikolaj Sjoendik uit 1979.
Elk jaar zet ze in de zomer aan de rand van haar geboortedorp een jaranga op waar dorpsbewoners kunnen leren over Tsjoektsjische tradities. Ook wist ze een filiaal van het etnografisch museum van Pevek geopend te krijgen in haar geboortedorp, zodat aldaar ook buitenstaanders over het traditionele leven van de Tsjoektsjen kunnen leren.
Voor haar werk kreeg ze de titel Honorair Cultureel Werker van de Russische Federatie (Заслуженный работник культуры Российской Федерации). In 2009 werd een herdenkingsplaat voor haar geplaatst in haar geboortedorp Rytkoetsji.
- Virtual International Authority File: 21704330